# Balgoya
Balgoya es un género de plantas con flores perteneciente a la familia  Polygalaceae con una sola especie, Balgoya pacifica.
- Datos: Q2880815
- Especies: Balgoya